# 廣播受眾研究會
廣播受眾研究會（英語：Broadcasters' Audience Research Board，BARB）是英國的一個收視率測量機構，創辦於1981年。在BARB成立之前，英國的兩大電視台中，BBC自行測量收視率，而ITV則委託JICTAR（Joint Industry Committee for Television Audience Research）測量收視率。BARB現在由BBC、ITV、英國第四台、英國第五台、英國天空廣播和廣告業界團體IPA（Institute of Practitioners in Advertising）所有運營，並且有約5,100戶樣本家庭。2023年，Barb變更公司名為Barb Audiences Ltd。

## 外部連結
- 官方网站